# نظام أباد (إقليد)
نظام أباد (بالفارسية: نظام‌آباد) هي قرية تقع في البلدة المركزية في إيران. يقدر عدد سكانها بـ 1,275 نسمة .